# Prefettura apostolica di Linqing
La prefettura apostolica di Linqing (in latino: Praefectura Apostolica Lintsingensis) è una sede della Chiesa cattolica in Cina. La sede è vacante.

## Territorio
La prefettura apostolica comprende parte della provincia cinese dello Shandong.
Sede vescovile è la città di Linqing.

## Storia
La missione sui iuris di Linqing fu eretta il 24 giugno 1927, ricavandone il territorio dal vicariato apostolico di Tsinan (oggi arcidiocesi di Jinan).
Il 5 aprile 1931 la missione sui iuris è stata elevata al rango di prefettura apostolica con il breve Cum aucto pastorum di papa Pio XI
Per le autorità cinesi la diocesi di Yanggu e la prefettura apostolica di Linqing formano un'unica circoscrizione ecclesiastica con il nome di diocesi di Liaocheng.

## Cronotassi dei vescovi
Si omettono i periodi di sede vacante non superiori ai 2 anni o non storicamente accertati.
- Gaspare Hu † (30 marzo 1931 - ottobre 1940 dimesso)
- Giuseppe Ly † (22 novembre 1940 - 1948 deceduto)
- Paul Ly † (18 novembre 1949 - 1981 deceduto)